# Chen Jinfeng
Chen Jinfeng (* 8. August 2004) ist ein chinesischer Leichtathlet, der sich auf den Sprint spezialisiert hat.

## Sportliche Laufbahn
Erste internationale Erfahrungen sammelte Chen Jinfeng im Jahr 2023, als er bei den U20-Asienmeisterschaften in Yecheon in 20,81 s die Goldmedaille im 200-Meter-Lauf gewann und mit der chinesischen 4-mal-100-Meter-Staffel disqualifiziert wurde. Bei den World Athletics Relays 2025 in Guangzhou belegte er mit der Mixed-Staffel über 4-mal 100 Meter in 41,56 s den siebten Platz im Finale und anschließend belegte er bei den Asienmeisterschaften in Gumi in 20,70 s den fünften Platz über 200 Meter. Zudem verhalf er der Männerstaffel zum Finaleinzug.
2025 wurde Chen chinesischer Hallenmeister im 200-Meter-Lauf.

## Persönliche Bestzeiten
- 100 Meter: 10,27 s (+1,6 m/s), 9. April 2024 in Zhaoqing
  - 60 Meter (Halle): 6,73 s, 16. März 2024 in Nanjing
- 200 Meter: 20,70 s (+0,8 m/s), 31. Mai 2025 in Gumi
  - 200 Meter (Halle): 21,11 s, 9. März 2025 in Jinan